# Prolapso dos órgãos pélvicos
O prolapso dos órgãos pélvicos (POP) caracteriza-se pela descida de um ou mais órgãos pélvicos da sua posição normal. Regra geral, nas mulheres acontece na vagina. A maioria dos casos não apresenta sintomas. Havendo sintomas, estes podem incluir uma sensação de pressão na vagina, uma protuberância (“bola”) no interior ou a sair da vagina, ou incontinência urinária. Trata-se de um tipo de disfunção do pavimento pélvico.
Alguns fatores de risco são: partos vaginais, obesidade, tosse crónica, prisão de ventre, menopausa e história da saúde familiar. O prolapso dos órgãos pélvicos deve-se ao enfraquecimento ou danos no pavimento pélvico. Tipos de prolapso, dependendo do órgão: cistocelo (bexiga), retocelo (reto), histerocelo (útero) e enterocelo (intestino delgado). O diagnóstico é efetuado com base nos sintomas e no exame médico.
O tratamento pode incluir uma dieta rica em fibras, exercícios do pavimento pélvico, pessário — um dispositivo de silicone removível que se insere no interior da vagina —, ou cirurgia. Geralmente, a intervenção cirúrgica é somente recomendada caso o prolapso cause problemas significativos. O prolapso dos órgãos pélvicos afetou cerca de 108 milhões de mulheres (2,8%) em 2017. As mulheres com idade mais avançada são geralmente as mais afetadas, sobretudo se estiverem na faixa dos 70 anos. Os homens são raramente afetados.